# Kalmia ericoides
Kalmia ericoides là một loài thực vật có hoa trong họ Thạch nam. Loài này được C. Wright ex Griseb. mô tả khoa học đầu tiên năm 1866.